# Campanus (kráter)

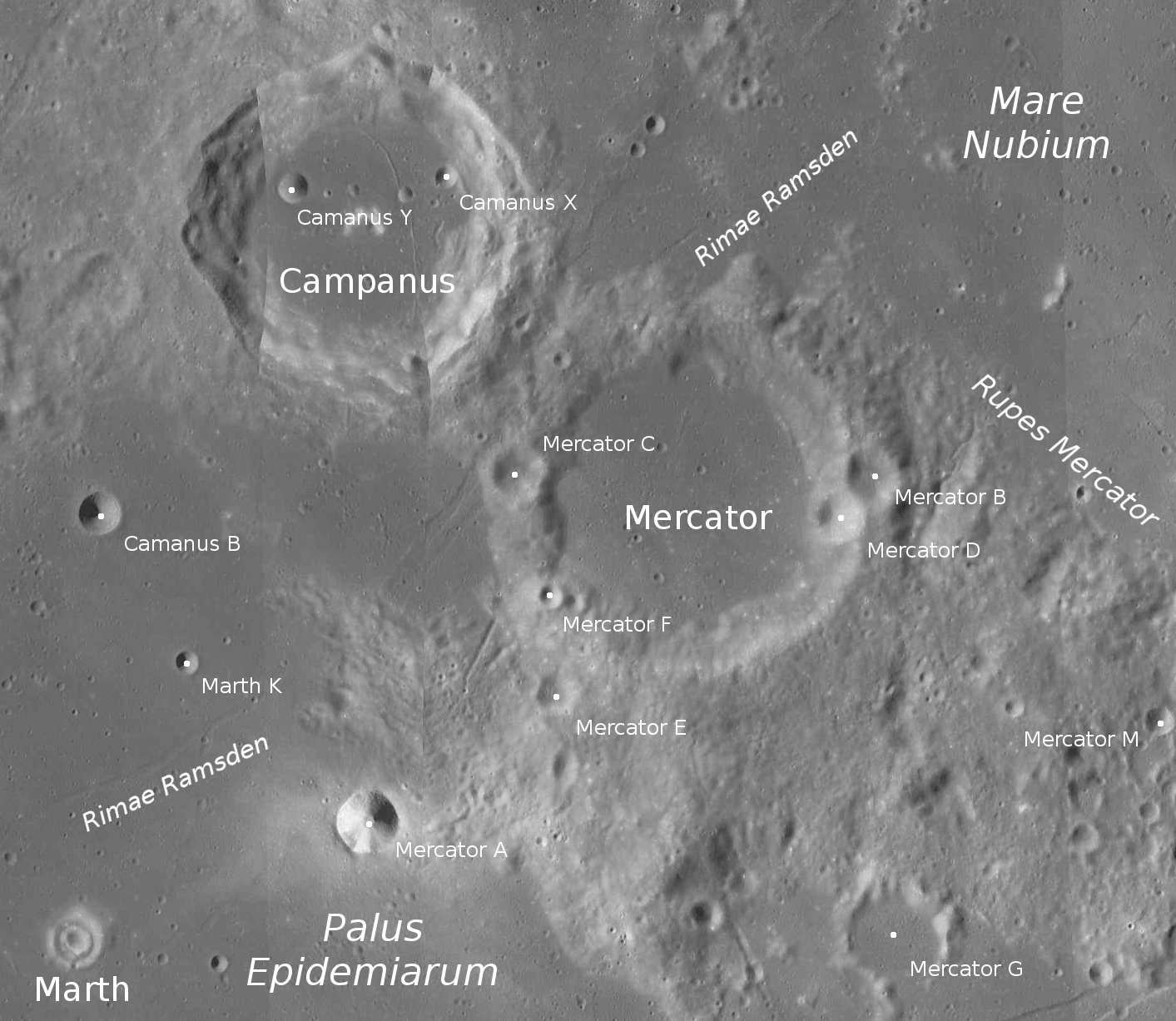
Poloha kráteru Campanus.

Campanus je kráter sousedící s jihovýchodně situovaným přibližně stejně velkým kráterem Mercator na přivrácené straně Měsíce. Tato dvojice tvoří předěl mezi Mare Nubium (Moře mraků) a Palus Epidemiarum (Bažina epidemií). Východně od Campana leží zlom Rupes Mercator a v blízkosti se nachází i síť měsíčních brázd Rimae Ramsden.
Campanus má průměr 48 km a v minulosti byl zaplaven lávou, která zatuhla. Jeho dno je tedy nyní relativně ploché, ale najdeme zde malý centrální vrcholek. Okrajový val je poměrně členitý.
Jiho-jihozápadně od něj se nachází v Bažině epidemií zajímavý malý kráter s dvojitým okrajovým valem Marth. Východo-severovýchodně leží v Moři mraků lávou zatopený Kies. Západně se táhnou brázdy Rimae Hippalus.

## Název
Pojmenován je podle italského astronoma a teologa Giovanniho Campana z Novary.

## Satelitní krátery
V okolí se nachází několik dalších kráterů. Ty byly označeny podle zavedených zvyklostí jménem hlavního kráteru a velkým písmenem abecedy.
| Campanus | Sel. šířka | Sel. délka | Průměr |
| -------- | ---------- | ---------- | ------ |
| A        | 26.0° J    | 28.6° Z    | 11 km  |
| B        | 29.2° J    | 29.2° Z    | 6 km   |
| G        | 28.6° J    | 31.3° Z    | 10 km  |
| K        | 26.6° J    | 28.3° Z    | 5 km   |
| X        | 27.8° J    | 27.3° Z    | 4 km   |
| Y        | 27.8° J    | 28.2° Z    | 4 km   |